# Krzanowice (gromada)
Krzanowice – dawna gromada, czyli najmniejsza jednostka podziału terytorialnego Polskiej Rzeczypospolitej Ludowej w latach 1954–1972.
Gromady, z gromadzkimi radami narodowymi (GRN) jako organami władzy najniższego stopnia na wsi, funkcjonowały od reformy reorganizującej administrację wiejską przeprowadzonej jesienią 1954 do momentu ich zniesienia z dniem 1 stycznia 1973, tym samym wypierając organizację gminną w latach 1954–1972.
Gromadę Krzanowice z siedzibą GRN w Krzanowicach (wówczas wsi) utworzono – jako jedną z 8759 gromad na obszarze Polski – w powiecie raciborskim w woj. opolskim, na mocy uchwały nr VII/29/54 WRN w Opolu z dnia 4 października 1954. W skład jednostki weszły obszary dotychczasowych gromad Krzanowice i Pietraszyn ze zniesionej gminy Krzanowice w tymże powiecie. Dla gromady ustalono 27 członków gromadzkiej rady narodowej.
31 grudnia 1961 do gromady Krzanowice włączono obszar zniesionej gromady Borucin w tymże powiecie. 
1 stycznia 1969 do gromady Krzanowice włączono obszar zniesionej gromady Wojnowice w tymże powiecie.
Gromada przetrwała do końca 1972 roku, czyli do kolejnej reformy gminnej. 1 stycznia 1973 w powiecie raciborskim reaktywowano gminę Krzanowice (od 1999 gmina należy do powiatu raciborskiego w woj. śląskim).